# Karl Eugen von Hügel
Karl Eugen Freiherr von Hügel (* 24. Mai 1805 in Stuttgart; † 29. Mai 1870 ebenda) war ein Diplomat und Außenminister des Königreichs Württemberg. 

## Werdegang
Karl Eugen Freiherr von Hügel war der zweite Sohn des späteren Generalleutnants und Kriegsministers Ernst Eugen von Hügel (* 1774; † 1849) aus dessen zweiter Ehe mit Wilhelmine geb. Freiin Schott von Schottenstein. Hügel studierte an der Georg-August-Universität Göttingen, der Ruprecht-Karls-Universität Heidelberg und der Eberhard Karls Universität Tübingen Rechts- und Staatswissenschaften. In Göttingen wurde er 1825 Stifter und Mitglied des Corps Bado-Wirtembergia. Nach dem Examen trat er als Attaché in das württembergische Außenministerium ein, das von 1824 bis 1848 vom Grafen Josef von Beroldingen geleitet wurde.  
Seit 1832 war Hügel Legationssekretär beim württembergischen Gesandten in Paris, dem Grafen Mülinen, und verblieb in der dortigen Position bis 1840, zuletzt mit dem Titel Geschäftsträger. Vom 22. Oktober bis zum 31. Dezember 1840 nahm Hügel als außerordentlicher Bevollmächtigter König Wilhelms in Amsterdam an den Feierlichkeiten zur Krönung von Wilhelm III. (Niederlande) und dessen Gemahlin Sophie von Württemberg teil. Als Nachfolger des Grafen Mandelsloh ging Hügel 1840 nach London und wurde dort mit dem Titel Geheimer Legationsrat Leiter der württembergischen Gesandtschaft. Vom 4. April bis zum 20. Juli 1843 kam der württembergische Thronfolger, Kronprinz Karl, zu Besuch nach London, um sich persönlich ein Bild vom Stand der Industrialisierung in England zu machen, und vom 6. April bis zum 14. Juni 1845 begleitete Hügel den Thronfolger auf dessen „großer Kavalierstour“ nach Wien, Ofen, Prag, Dresden, Berlin und Altenburg. In Wien trafen sie zu Gesprächen mit dem Staatskanzler Metternich zusammen. Als im Revolutionsjahr 1848 der langjährige Außenminister Beroldingen zurücktrat, wurde Hügel am 10. Juli 1848 als Gesandter aus London abberufen. 
1849 zog er sich für einige Zeit ins Privatleben zurück und hielt sich auf den Gütern seiner russischen Frau im Departement Rjäsan südlich von Moskau auf, fernab von den bewegten politischen und militärischen Ereignissen in Deutschland, die in der Niederwerfung der Badischen Revolution im Sommer 1849 gipfelten. Am 6. Februar 1850 trat Hügel als württembergischer Gesandter in Berlin an. Vom 31. August 1852 bis zum Oktober 1855 war Hügel württembergischer Gesandter in Wien. Seine Zeit in Wien stand im Zeichen der politischen Auswirkungen des Krimkriegs. Während Württemberg eine strikte Neutralität verfolgte, näherte sich das Kaisertum Österreich dem Lager der Westalliierten in Paris und London an und brüskierte damit die Regierung des Russischen Reichs in Sankt Petersburg. Hügel zeigte sich gegenüber Außenminister Buol so empört über die österreichische Politik, dass er fortan in der Wiener Staatskanzlei am Ballhausplatz als „persona non grata“ galt. Am 29. Oktober 1855 wurde Hügel neuer württembergischer Außenminister und Minister des königlichen Hauses im Ministerium Linden. Im Herbst 1857 war Hügel maßgeblich an der Organisation und Durchführung des Zweikaisertreffens in Stuttgart beteiligt. Das Treffen nutzte Kaiser Napoleon III. – von Stuttgart unbeabsichtigt – letztlich dazu, im Sardinischen Krieg gegen Österreich vorgehen zu können, ohne ein Eingreifen Russlands befürchten zu müssen. 
Hügels Politik war in den folgenden Jahren von einer engen Anlehnung an Österreich und vom Bestreben bestimmt, als Antwort auf die Deutsche Frage den seit 1815 bestehenden Bund so zu reformieren, dass er auf Dauer hätte weiter existieren können. Im August 1859 besuchte Hügel die Ministerkollegen Beust in Dresden und Pfordten in München zur Besprechung einer Bundesreform und einer Bundeskriegsverfassung, die den Staaten des Dritten Deutschlands ein angemessenes politisches Mitspracherecht verbriefen sollte. Am 20. Oktober 1859 trafen sich die Mittelstaaten zu diesem Zweck in Frankfurt, vom 24. bis 27. November 1859 in Würzburg.  
Neben der Forderung nach einem Bundesgericht standen auch die Vereinheitlichung des Rechts sowie der Maße und Gewichte im Bund auf der Tagesordnung. Am Zustandekommen der Würzburger Militärkonferenz der Mittelstaaten am 30. Juli 1860 war Hügel ebenfalls federführend beteiligt. Ziel war eine Aufteilung der Befehlsgewalt über die Bundeskontingente zwischen Österreich, Preußen und den Mittelstaaten. Das Königreich Preußen lehnte aber sämtliche Reformvorschläge ab. Im September 1861 unternahmen Beust und Hügel eine Reise in die Schweiz, um sich über die dortige Verfassung zu unterrichten und schrieben daraufhin eine Denkschrift zur deutschen Frage. Auch mit seinem schwäbischen Landsmann, dem österreichischen Außenminister Rechberg, stand Hügel in regem Gedankenaustausch und pflegte zudem ein freundschaftliches Verhältnis mit dem hessischen Ministerpräsidenten Dalwigk. Ab 1862 war Bismarck preußischer Regierungschef, der jede Reform des Deutschen Bundes zielbewusst verhinderte. Als auf dem Frankfurter Fürstentag 1863 das Wiener Reformprogramm vorgestellt wurde, welches auch von Hügel unterstützt wurde, lehnte dies Preußen ab. Auf die weitere politische Entwicklung insbesondere im Zuge der heraufkommenden deutschen Einigungskriege konnte Hügel keinen Einfluss mehr nehmen.
Am 25. Juni 1864 starb König Wilhelm und am 21. September 1864 ersetzte der neue König Karl das Ministerium Linden durch das Ministerium Varnbüler. Damit endete Hügels Tätigkeit als Chef des Außenministeriums in Stuttgart wenige Jahre vor dem Ende der staatlichen Unabhängigkeit Württembergs, an deren Erhalt er sein ganzes politisches Wirken ausgerichtet hatte.

## Privatleben

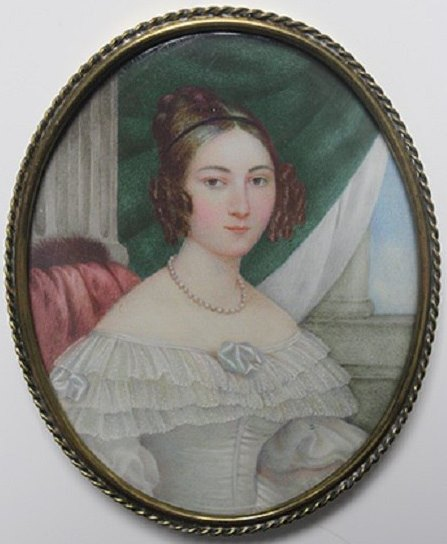
Baroness Alexandra Michailowna von Hügel, geb. Wereschagina

Hügel war evangelisch und heiratete im Jahre 1837 in Paris die Tochter einer russischen Bojarenfamilie, Alexandra Michailowna Wereschagina (* 1820). Aus der Ehe gingen ein Sohn und mehrere Töchter hervor. Seine älteste Tochter Elisabeth (* 1838; † 1894) heiratete den Freiherrn Richard König von und zu Warthausen. Hügels einziger Sohn Ernst Eugen von Hügel starb am 1. September 1866 an den schweren Verwundungen, die er beim Gefecht mit preußischen Truppen nahe Tauberbischofsheim erlitten hatte.

## Ehrungen
- Als Minister führte Hügel vor seinem Namen das Prädikat „Exzellenz“
- Hügel war königlich-württembergischer Kammerherr
- 1852 Großkreuz des Friedrichs-Ordens[3]
- 1861 Großkreuz des Ordens der Württembergischen Krone[4]
- Kaiserlich-Königlicher Orden vom Weißen Adler[5]
- Ritter I. Klasse des Russischen Ordens der Heiligen Anna[5]
- Ritter I. Klasse des königlich-preußischen Roten Adlerordens[5]
- Großkreuz in Brillanten des päpstlichen Piusordens[5]
- Großkreuz des Luxemburgischen Ordens der Eichenkrone[5]
- Großkreuz des badischen Ordens vom Zähringer Löwen[5]
- Großkreuz des Österreichisch-kaiserlichen Leopold-Ordens[5]
- Großkreuz des hessischen Haus- und Verdienstordens Philipps des Großmütigen[5]
- Großoffizier der kaiserlich-französischen Ehrenlegion[5]
- Kommandeur des Zivilverdienstordens vom Niederländischen Löwen[5]